# Cremocarpon
Cremocarpon é um género botânico pertencente à família Rubiaceae.

## Espécies
- Cremocarpon bernieri
- Cremocarpon boivinianum
- Cremocarpon fissicorne
- Cremocarpon floribundum
- Cremocarpon lantzii
- Cremocarpon pulchristipulum
- Cremocarpon rupicola
- Cremocarpon sessilifolium
- Cremocarpon tenuifolium
- Cremocarpon trichanthum